# Sophie Innmann
Sophie Innmann (* 1986 in Münchberg) ist eine zeitgenössische bildende Künstlerin.

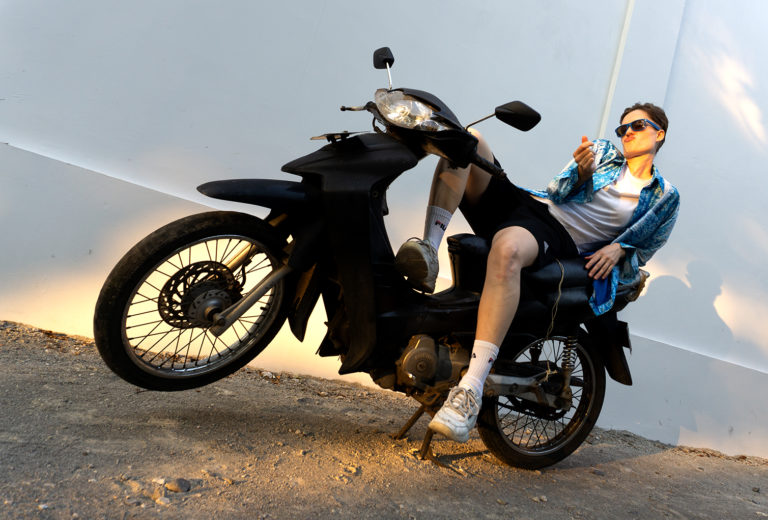
Sophie Innmann als GoArtist, 2019

## Leben
Im Jahr 2014 schloss Sophie Innmann ihr Studium der Malerei als Meisterschülerin von Leni Hoffmann an der Staatlichen Akademie der Bildenden Künste Karlsruhe ab.

## Werk
Innmanns forschungsbasierte Konzepte manifestieren sich in den Medien Malerei, Zeichnung, Objekt, Video, Sound, Installation, Intervention, Handlung und Performance. Ausgehend von der Idee gegenseitiger Beeinflussung und Zusammenhänge, untersucht sie menschliches Verhalten im Bezug zu unserer belebten sowie unbelebten Umwelt. Betrachter als auch Faktoren wie Zeit und Raum werden in ihren Arbeiten oft zu selbstständigen Akteuren. So läutete sie in „Chroniken von Arbeit“ (2020) über einen Zeitraum von sechs Wochen täglich die Glocken einer Kapelle nach Vorgaben der Anwohner.

## Ausstellungsliste (Auswahl)
Ihre Arbeiten wurden auf nationaler und internationaler Ebene gezeigt, so u. a. im Kunstmuseum Stuttgart (D, 2020), dem MoMAMoskau (RU, 2018) oder der Staatlichen Kunsthalle Baden-Baden (D, 2015). 2018 entwarf sie künstlerische Beiträge für die Europäischen Kulturhauptstädte Plowdiw (BG, 2019) und Elefsina (GR, 2021). 2019 war sie auf Einladung des Goethe-Instituts Indonesien Stipendiatin am Cemeti-Institute for Art and Society in Yogyakarta.
- 2014: Un pezzolino da cielo, Parkhaus im Malkastenpark, Düsseldorf[10]
- 2014: TOP14 Meisterschüler, Kunstverein Pforzheim[11]
- 2015: Übermorgenkünstler, Staatliche Kunsthalle Baden-Baden[12]
- 2015: LIP15[13], Galerie ZONE 60[14], Istanbul (TR)
- 2016: swap meet, Regis Center for Art, Minneapolis (US)[15]
- 2017: Aktion & Malerei, Galerie Stadt Sindelfingen[16]
- 2017: Last One Out Turn Off The Light, galerie l`inlassable, Paris (FR)[17]
- 2018: Raum für Kunst - Simultanhalle, Museum of Modern Art, Moskau (RU)[18]
- 2018: Apparative Kunst, KABINETT LÜTZE Galerie Stadt Sindelfingen[19]
- 2018: The real retour de Paris, Stiftung Centre Culturel Franco-Allemand, Karlsruhe (solo)[20]
- 2019: Pameran Periode #2, Cemeti - Institute for Art and Society, Yogyakarta (ID)[21]
- 2019: sunny driveby, Artists Unlimited Bielefeld (solo)[22]
- 2020: Crisis? What Crisis?, port25 Mannheim
- 2020: Transmergence #02, Frac Alsace, Sélestat (FR)[23]
- 2020: ANT AGR BER, Raum für drastische Maßnahmen, Berlin[24]
- 2020: Hochrhein-Triennale, Hohentengen/Kaiserstuhl (CH)[25]
- 2021: Harte Zeiten / Cięžkie Czasy, port25 Mannheim[26] & Galeria Miejska BWA[27], Bydgoszcz (PL)
- 2021: Landscapes of Internet, L6 Freiburg[28] (solo)
- 2021: WHODUNNIT_studio, Sehsaal Wien (AT)
- 2021: WÄNDE | WALLS, Kunstmuseum Stuttgart
- 2022: What I like, Galerie Stadt Sindelfingen[29]
- 2022: DeStructura, MMIII Kunstverein Mönchengladbach & Städtische Galerie im Park Viersen[30]
- 2022: Bammerthüsli Kunst Projekte, öffentlicher Raum & Markgräfler Museum Müllheim[31]
- 2022: Bouchérie, Galerie Striffling, Châtel-Montagne (FR)
- 2023: selfie reloaded (Bochum edition), adhoc Raum Bochum (solo)[32]
- 2023: sitting in a tin can, Galerie Peripherie Tübingen[33]
- 2024: Zwischen weißen Wänden, PEAC Museum Freiburg[34]
- 2024: Every now and again, Kunstverein Tiergarten / Galerie Nord, Berlin[35]
- 2024: Betze, K-Town, Pfaff. | mpk, Museum Pfalzgalerie Kaiserslautern

## Kuratorische Tätigkeiten
Noch während ihres Studiums der Malerei an der Staatlichen Akademie der Bildenden Künste Karlsruhe (Außenstelle Freiburg), bezog Innmann 2009 ein großräumiges Atelier in der Brauerei Ganter in Freiburg. Aus der entstehenden Ateliergemeinschaft mit den Künstlern Kriz Olbricht und Andreas von Ow entwickelte sie den offspace plan b, der bis 2012 existierte. Von 2011 bis 2016 war sie im Kuratorenteam des Kunstvereins Letschebach in Karlsruhe tätig und initiierte 2013 die ANTHROPOZÄNTA in Helmbrechts mit circa 60 internationalen Künstlern.

## Auszeichnungen
Innmann erhielt mehrere Stipendien, beispielsweise das Arbeitsstipendium der Stiftung Kunstfonds Bonn (2020), das Neustart Kultur Stipendium der Beauftragten der Bundesregierung für Kultur und Medien und des BBK für ihr Projekt GoArtist. Darin untersuchte Innmann, ob und wie Kunst in Form eines Lieferdienstes stattfinden kann.
2016 war sie Stipendiatin des Ministeriums für Wissenschaft, Forschung und Kunst des Landes Baden-Württemberg an der Cité Internationale des Arts, Paris (FR). 2015 erhielt sie den Kunstpreis des Landkreises Hof für das Ausstellungsprojekt ANTHROPOZÄNTA. Einige Stipendien waren mit artist-in-residence Aufenthalten verbunden.
- 2023 Global Forest St. Georgen[43]
- 2022 Schiesslhaus AiR[44]
- 2020 Fundaziun Nairs (CH)[45]
- 2019 Künstlerhaus Stuttgart[46]
- 2019 Kunst am Bau, Vector GmbH, Stuttgart
- 2018 Künstlerdorf Schöppingen
- 2018 nominiert für den Werkstattpreis der Kunststiftung Erich Hauser[47]
- 2017 Hangar Barcelona (ES)[48]
- 2016 Kunststiftung Baden-Württemberg[49]

## Publikationen
- Manuel van der Veen[50] (Hrsg.): Sophie Innmann – Shortcut to the Highway. modo Verlag Freiburg[51] 2019, ISBN 978-3-86833-262-9
- Madeleine Frey (Hrsg.): Aktion & Malerei: Jacob Dahlgren, Leni Hoffmann, Sophie Innmann, Carolina Pérez Pallares, Toni Schmale, Roman Signer, Jens Stickel, Júlia Vécsei, Stefan Wäldele, Kay Walkowiak, Vincent Wikström. Sindelfingen: Galerie Stadt Sindelfingen[52] 2017, ISBN 978-3-928222-55-6
- Axel Heil (Hrsg.): TOP14 Meisterschüler, Staatliche Akademie der Bildenden Künste Karlsruhe, 2014
- Künstlerbund Baden-Württemberg, Esslingen (Hrsg.): Idee - Entwurf - Konzept. Verlag Edition Cantz 2018, ISBN 978-3-947563-18-0

2021 veröffentlichte sie zusammen mit der Kunstwissenschaftlerin und Kuratorin Jennifer Krieger den Text NEXT LEVEL HETEROTOPIA: digitaler Raum als Landschaft im digitalen Magazin für Kunst in Theorie und Praxis frame-less, im Rahmen von Innmanns Einzelausstellung Landscapes of Internet (Kunsthaus L6, Freiburg 2021).

## Sammlungen
- PEAC, Freiburg
- Regierungspräsidium Freiburg
- Galerie Stadt Sindelfingen